# Il postino di Neruda
Il postino di Neruda è un romanzo di Antonio Skármeta pubblicato nel 1986. 
Il titolo originale è Ardiente Paciencia, sebbene il libro sia più conosciuto nei paesi latino-americani con il titolo El cartero de Neruda (da cui il titolo in lingua italiana). 
Al romanzo sono ispirati i film Il postino, del 1994, diretto da Michael Radford ed interpretato da Massimo Troisi, Philippe Noiret e Maria Grazia Cucinotta, ed il film Ardente pazienza, del 2022.

## Trama
Nel giugno del 1969, in un piccolo villaggio di pescatori chiamato Isla Negra, situato sulla costa del Cile, vive il giovane Mario Jiménez, figlio di un pescatore, il quale si rifiuta di continuare a dedicarsi alla professione del padre e, avendo una bicicletta e sapendo leggere, accetta una proposta di lavoro come postino, benché venga avvertito del fatto che la sua paga sarà molto esigua. L'intero villaggio è analfabeta e l'unica persona a cui dovrà consegnare la posta è il famoso poeta Pablo Neruda, che nel villaggio ha una delle sue residenze. Mario considera quest'uomo come un maestro e compra un volume delle sue poesie, aspettando timidamente un'occasione per ottenere un autografo dallo stesso.
Dopo qualche tempo, Mario acquista abbastanza coraggio per intavolare una conversazione con Neruda, il quale sta aspettando delle notizie circa la sua candidatura al Premio Nobel per la letteratura; nonostante il primo impatto poco promettente, i due diventano buoni amici. Il poeta vede nel ragazzo un'ingenuità che imparerà ad apprezzare e ad amare; sarà infatti ben disposto ad offrirgli il suo pieno appoggio nell'imparare l'arte della poesia, alimentando il suo interesse e insegnandogli il valore di una metafora, tecnica che il giovane imparerà a utilizzare osservando in cerca di ispirazione ciò che lo circonda.
Nel villaggio, Mario incontra Beatriz González, figlia di Rosa, la barista locale vedova González. Beatriz è fredda e distante con lui e il giovane si blocca ogni volta che cerca di parlarle. Con l'aiuto di Neruda, Mario supera le sue timidezze e inizia a corteggiare la fanciulla, che infine si innamora di lui, con il disappunto della madre. La signora Rosa proibisce alla figlia di incontrare Mario, vedendo quest'ultimo come uno squattrinato interessato solo al corpo avvenente della ragazza. Neruda cerca intanto di distogliere Rosa dal disprezzo nei confronti di Mario.
Neruda viene candidato alla presidenza per il Partito Comunista del Cile, ma ritorna a Isla Negra quando il suo ruolo viene ceduto a Salvador Allende. Alcuni mesi dopo Beatriz e Mario si incontrano clandestinamente e hanno un rapporto estremamente passionale, a seguito del quale la ragazza scopre di essere incinta. I due si sposano, sempre con il disappunto di Rosa, che chiede invano l'aiuto di Neruda, nominato per altro testimone di nozze da Mario. Salito al potere il partito di Allende, Neruda parte per ricoprire la carica di ambasciatore in Francia, ma prima di andarsene dona a Mario un volume completo delle sue opere.
Nel villaggio arrivano le squadre di operai che devono installare l'elettricità e il bar di Rosa diventa un ristorante per loro e per la crescente attività turistica. A seguito della partenza di Neruda non è più necessario un postino, quindi Mario viene impiegato come cuoco nel ristorante. Passati alcuni mesi, Mario riceve un pacco contenente un registratore a cassette da parte di Neruda, il quale ha nostalgia della propria patria e gli chiede di registrare i suoni ambientali e spedirgli la registrazione. Tra le altre cose, Mario registra il battito cardiaco del figlio Pablo Neftalí Jiménez González, che ancora deve nascere.
Segretamente Mario ha risparmiato abbastanza per acquistare un biglietto aereo alla volta della Francia, ma deve rinunciare ai suoi sogni quando nasce il figlio, inguaribile piccolo avventuriero che necessita continuamente di cure mediche a causa della propria spericolatezza. Viene annunciato che Neruda ha vinto il Premio Nobel per la letteratura e Mario festeggia con il resto del villaggio organizzando una festa al ristorante di Rosa.
Neruda ritorna qualche tempo dopo, gravemente ammalato di tumore. Mario intende inviare una sua poesia al concorso indetto dalla rivista La Quinta Rueda e cerca l'aiuto del fidato amico, ma il poeta, all'insaputa del ragazzo, si trova sul letto di morte. Pur non riuscendo a vedere Neruda, Mario decide ugualmente di inviare la propria migliore poesia, ovvero Ritratto a matita di Pablo Neftalí Jiménez González, il cui titolo viene giudicato originale da lui stesso.
Quando l'opposizione della destra al governo di Allende sfocia in un colpo di Stato militare che porta al potere la dittatura del generale Augusto Pinochet, la drammatica situazione raggiunge anche Isla Negra. Mario richiede e ottiene nuovamente il lavoro di postino per rivedere l'amico Neruda. Mentre gli elicotteri sorvolano la zona, Mario si intrufola in casa del poeta, trovandolo morente sul suo letto. Il ragazzo gli legge un telegramma che aveva portato con sé dall'ufficio postale, in cui lo Stato messicano offriva asilo al poeta e alla sua famiglia. Neruda, sapendo di essere ormai in punto di morte, pronuncia a Mario le sue ultime parole, racchiuse in una poesia; viene successivamente trasportato in ambulanza in ospedale, dove muore alcuni giorni dopo, il 23 settembre 1973.
Poco dopo la morte di Neruda, Mario viene avvicinato da Labbé, un generale locale appartenente alla destra, che gli chiede di seguirlo per fargli alcune domande di routine. Mentre Mario entra in macchina, percepisce in sottofondo la radio che annuncia l'occupazione da parte della polizia di molte case editrici, inclusa La Quinta Rueda.
Nell'epilogo, l'autore parla del passato concorso poetico con uno degli editori de La Quinta Rueda, il quale ricorda come vincitore un certo Jorge Tellier. Quando l'autore tenta di richiamargli alla memoria la poesia di Mario, l'editore dichiara di non rammentarsene. L'autore conclude la storia bevendo una tazza di caffè amaro.

## Edizioni
- Antonio Skármeta, Il postino di Neruda, traduzione di Andrea Donati, collana Gli Elefanti, Garzanti, 1989,  p. 121.
- Antonio Skármeta, Il postino di Neruda, traduzione di Andrea Donati, Einaudi, collana Super ET, 2014, p 122.